# زلزال نيو ساوث ويلز 1961
زلزال نيو ساوث ويلز 1961 هو زلزالٌ وقعَ في نيوساوث ويلز في أستراليا بتاريخ 22 مايو 1961م.